# سولبیاته
سولبیاته (به ایتالیایی: Sulbiate) یک کومونه در ایتالیا است که در استان مونتزا و بریانتزا واقع شده‌است. سولبیاته ۵٫۳ کیلومتر مربع مساحت و ۴٬۱۴۴ نفر جمعیت دارد و ۲۲۰ متر بالاتر از سطح دریا واقع شده‌است.